# Religião na Guiné Equatorial
O Cristianismo é a religião dominante na Guiné Equatorial, sendo a Igreja Católica a que possui o maior número de fiéis. Também existem minorias significativas de seguidores das religiões tradicionais e do Islã.
A Guiné Equatorial é um estado laico, e a constituição do país garante a liberdade de religião e culto, além de proibir partidos políticos baseados em afiliações religiosas.

## Legislação
A Constituição da Guiné Equatorial garante a liberdade de religião e proíbe a criação de partidos políticos com base religiosa. A lei não estabelece uma religião oficial do estado, mas o governo dá preferência à Igreja Católica Romana e à Igreja Reformada da Guiné Equatorial, que são os únicos grupos religiosos não obrigados a registrar sua organização ou atividades no Ministério da Justiça, Assuntos Religiosos e Instituições Penitenciárias (MJRAPI).
O governo fornece recursos financeiros para a Igreja Católica e suas escolas para programas educacionais. As missas católicas também fazem parte normal das funções cerimoniais oficiais do governo.

São necessários permissões para o proselitismo de porta em porta. Embora existam limites de tempo oficialmente impostos para atividades religiosas públicas, grupos evangélicos frequentemente realizam atividades fora do período determinado sem intervenção do governo.